# Gran Premi de Fourmies 2024
El Gran Premi de Fourmies 2024 va ser la 91a edició del Gran Premi de Fourmies, una cursa ciclista d'un dia que es disputà el 8 de setembre 2024 sobre un recorregut de 197,6 quilòmetres. La cursa formava part del calendari de l'UCI ProSeries 2024 amb una categoria 1.Pro.
El vencedor fou el neerlandès Arvid de Kleijn (Tudor Pro Cycling Team), que s'imposà a l'esprint en l'arribada a Fourmies. Gerben Thijssen (Intermarché-Wanty) i Søren Wærenskjold (Uno-X Mobility), segon i tercer respectivament, completaren el podi.

## Equips
L'organització convidà a 20 equips a prendre part en aquesta cursa.
| WorldTeams (7)- Alpecin-Deceuninck - Arkéa-B&B Hotels - Cofidis - Decathlon-AG2R La Mondiale - Groupama-FDJ - Intermarché-Wanty - Team Jayco AlUla ProTeams (9)- Bingoal WB - Corratec-Vini Fantini - Euskaltel-Euskadi - Lotto Dstny - Polti Kometa - Team Flanders-Baloise - TotalEnergies - Tudor Pro Cycling Team - Uno-X Mobility Equips continentals (4)- CIC U Nantes Atlantique - Nice Métropole Côte d'Azur - Saint Michel-Mavic-Auber 93 - Van Rysel-Roubaix |
| |

## Classificació final
| \| Classificació general \| Classificació general \| Classificació general \| Classificació general \| Classificació general \| \| Corredor \| Corredor \| Equip \| Temps \| \| \| --------------------- \| --------------------- \| -------------------------- \| --------------------- \| --------------------- \| \| 1r \| Arvid de Kleijn \| Tudor Pro Cycling Team \| 4h 29' 07" \| \| \| 2n \| Gerben Thijssen \| Intermarché-Wanty \| + 0" \| \| \| 3r \| Søren Wærenskjold \| Uno-X Mobility \| + 0" \| \| \| 4t \| Milan Fretin \| Cofidis \| + 0" \| \| \| 5è \| Hugo Page \| Intermarché-Wanty \| + 0" \| \| \| 6è \| Jensen Plowright \| Alpecin-Deceuninck \| + 0" \| \| \| 7è \| Émilien Jeannière \| TotalEnergies \| + 0" \| \| \| 8è \| Jon Aberasturi Izaga \| Euskaltel-Euskadi \| + 0" \| \| \| 9è \| Gianluca Pollefliet \| Decathlon-AG2R La Mondiale \| + 0" \| \| \| 10è \| Laurence Pithie \| Groupama-FDJ \| + 0" \| \| |                      |                            |            |
| |                      |                            |            |
| Font: ProCyclingStats |                      |                            |            |
| Classificació general |                      |                            |            |
| Corredor | Corredor             | Equip                      | Temps      |
| 1r | Arvid de Kleijn      | Tudor Pro Cycling Team     | 4h 29' 07" |
| 2n | Gerben Thijssen      | Intermarché-Wanty          | + 0"       |
| 3r | Søren Wærenskjold    | Uno-X Mobility             | + 0"       |
| 4t | Milan Fretin         | Cofidis                    | + 0"       |
| 5è | Hugo Page            | Intermarché-Wanty          | + 0"       |
| 6è | Jensen Plowright     | Alpecin-Deceuninck         | + 0"       |
| 7è | Émilien Jeannière    | TotalEnergies              | + 0"       |
| 8è | Jon Aberasturi Izaga | Euskaltel-Euskadi          | + 0"       |
| 9è | Gianluca Pollefliet  | Decathlon-AG2R La Mondiale | + 0"       |
| 10è | Laurence Pithie      | Groupama-FDJ               | + 0"       |